# Thirlwall Castle
Thirlwall Castle er ruinerne af en middelalderborg i Northumberland, England, på bredden af floden Tipalt tæt vevd landsbyen Greenhead omkring 32 km vest for Hexham. Den blev opført i 1100-tallet, og blev senere forstærket medbrug af sten fra den nærliggende Hadrians mur. I 1600-tallet gik den dog i forfald.
Det er en listed building af første grad og et Scheduled Ancient Monument.